# Predrag Pašić
Predrag Pašić (* 18. Oktober 1958 in Sarajevo, SFR Jugoslawien) ist ein ehemaliger jugoslawischer Fußballspieler.

## Karriere auf Clubebene
Er spielte ab der Saison 1975/76 in der ersten jugoslawischen Liga für den FK Sarajevo und kam dort bis 1985 auf 203 Ligaspiele (44 Tore). Als treffsicherer Stürmer hatte er maßgeblichen Anteil an der Vizemeisterschaft 1979/80, dem Erreichen des Pokalfinales 1983 sowie dem Titelgewinn 1985. Anschließend wechselte er zum VfB Stuttgart in die Bundesliga. Für den VfB kam er bis 1987 auf 46 Erstligaeinsätze, konnte allerdings mit gerade einmal sieben Toren in zwei Spielzeiten die in ihn  gesetzten Erwartungen nur teilweise erfüllen. Anschließend wechselte er zum TSV 1860 München in die Bayernliga (damals dritthöchste Spielklasse). In der Saison 1987/88 kam er dort noch auf vier Spiele (ein Tor).
Heute ist Pašić Technischer Direktor beim FK Sarajevo.

## Nationalmannschaftskarriere
Zwischen 1981 und 1985 kam Pašić auf zehn Einsätze (ein Tor) für die jugoslawische Fußballnationalmannschaft. Er wurde auch in den  Kader für die Fußball-Weltmeisterschaft 1982 berufen, kam dort allerdings nicht zum Einsatz.

## Dokumentation
Éric Cantona war Moderator einer Filmdokumentation, die 2012 mit dem Namen Rebellen am Ball bei Arte ausgestrahlt wurde. Diese Dokumentation beleuchtet auch das Engagement Pašićs, der eine multiethnische Fußballschule in Sarajewo gegründet hatte, um verfeindete Gruppen einander näherzubringen.